# پدرو بروزو
پدرو بروزو (انگلیسی: Pedro Berruezo; ۲۲ مهٔ ۱۹۴۵ – ۷ ژانویهٔ ۱۹۷۳) بازیکن فوتبال اهل اسپانیا بود.
از باشگاه‌هایی که در آن بازی کرده‌است می‌توان به باشگاه فوتبال سویا اشاره کرد.
وی همچنین در تیم ملی فوتبال زیر ۲۳ سال اسپانیا بازی کرده‌است.